# Bestuurlijke indeling van Hongarije
Hongarije is opgedeeld in 19 comitaten of gewesten (megye, meervoud: megyék) en de hoofdstad Boedapest. Onder de comitaten vallen de gemeenten, die gegroepeerd zijn in 175 zogenaamde districten (járás, meervoud: járások). Daarnaast zijn er 23 steden met comitaatsrechten (megyei jogú város, meervoud: megyei jogú városok), die echter wel onderdeel zijn van een comitaat.
Binnen de districten kent Hongarije drie soorten gemeenten, te weten steden (város, meervoud: városok), de eerder genoemde steden met comitaatsrechten en gemeenschappen (község, meervoud: községek), die alle bestaan uit één dorp.

## Indelingen

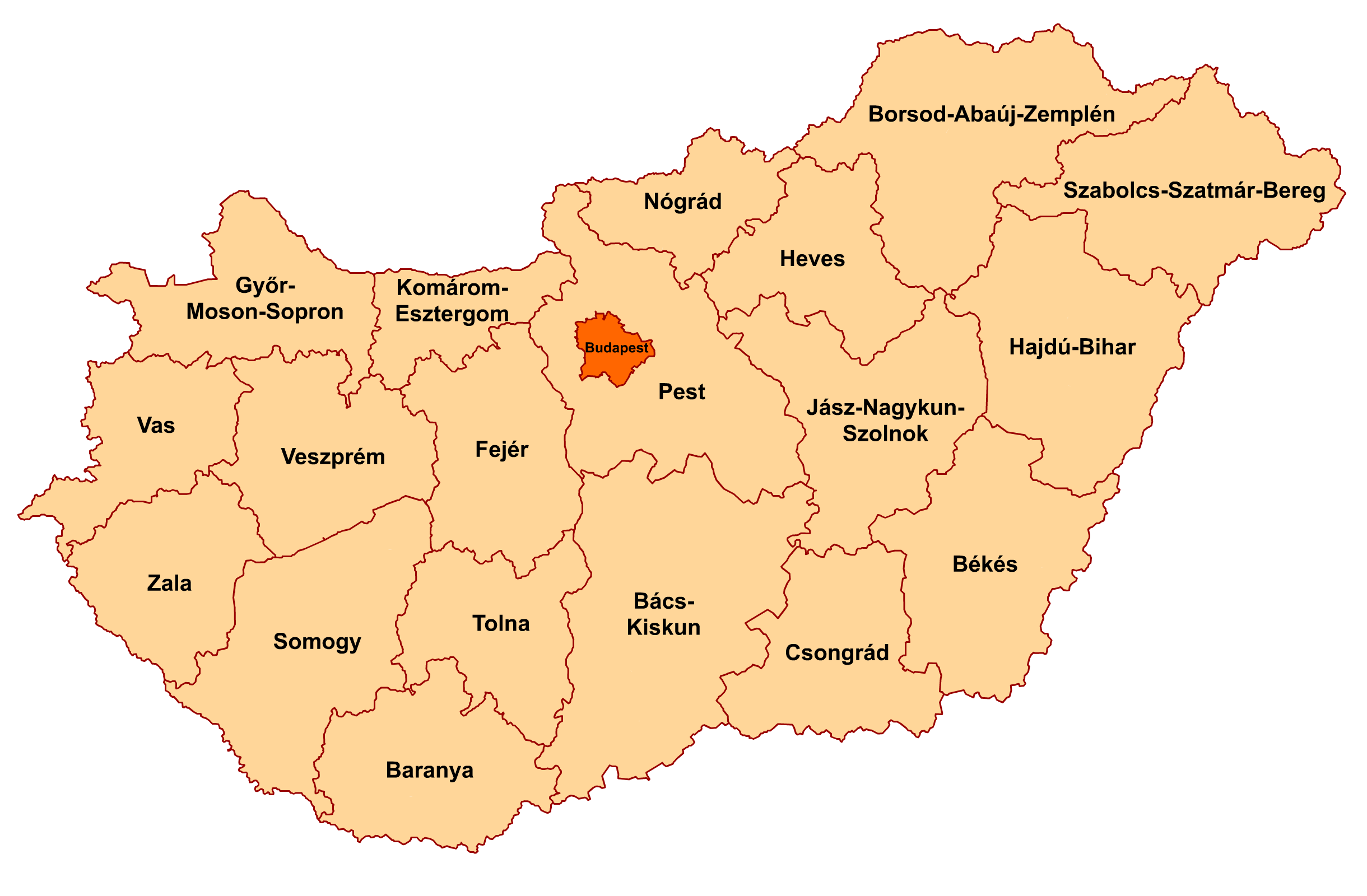
Comitaten en hoofdstad Boedapest (rood)

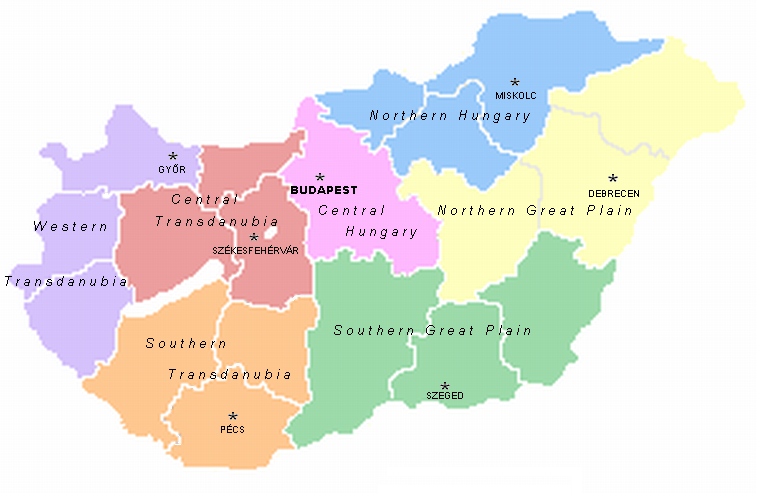
Statistische regio's

Een overzicht van comitaten, steden met comitaatsrecht en van statistische regio's staan in onderstaande tabel. Sinds 1999 bestaan er zeven regio's, die voor statistische doeleinden zijn ingesteld (zie NUTS), maar geen bestuurslaag zijn, ook al wordt wel verwacht dat in de toekomst deze regio's de comitaten zullen vervangen.
| Comitaten              | Steden met comitaatsrecht | Oppervlak (km²) | Inwoners  | Bevolkingsdichtheid (pers./km²) | NUTS 1                                                | NUTS 2-regio                                | Centrale stad  |
| ---------------------- | ------------------------- | --------------- | --------- | ------------------------------- | ----------------------------------------------------- | ------------------------------------------- | -------------- |
| Borsod-Abaúj-Zemplén   | Miskolc                   | 13 428          | 1 209 142 | 90                              | Grote Laagvlakte en Noord-Hongarije (Alföld és Észak) | Noord-Hongarije (Észak-Magyarország)        | Miskolc        |
| Heves                  | Eger                      | 13 428          | 1 209 142 | 90                              | Grote Laagvlakte en Noord-Hongarije (Alföld és Észak) | Noord-Hongarije (Észak-Magyarország)        | Miskolc        |
| Nógrád                 | Salgótarján               | 13 428          | 1 209 142 | 90                              | Grote Laagvlakte en Noord-Hongarije (Alföld és Észak) | Noord-Hongarije (Észak-Magyarország)        | Miskolc        |
| Hajdú-Bihar            | Debrecen                  | 17 749          | 1 492 502 | 84                              | Grote Laagvlakte en Noord-Hongarije (Alföld és Észak) | Noordelijke Grote Laagvlakte (Észak-Alföld) | Debrecen       |
| Jász-Nagykun-Szolnok   | Szolnok                   | 17 749          | 1 492 502 | 84                              | Grote Laagvlakte en Noord-Hongarije (Alföld és Észak) | Noordelijke Grote Laagvlakte (Észak-Alföld) | Debrecen       |
| Szabolcs-Szatmár-Bereg | Nyíregyháza               | 17 749          | 1 492 502 | 84                              | Grote Laagvlakte en Noord-Hongarije (Alföld és Észak) | Noordelijke Grote Laagvlakte (Észak-Alföld) | Debrecen       |
| Bács-Kiskun            | Kecskemét                 | 18 339          | 1 318 214 | 71                              | Grote Laagvlakte en Noord-Hongarije (Alföld és Észak) | Zuidelijke Grote Laagvlakte (Dél-Alföld)    | Szeged         |
| Békés                  | Békéscsaba                | 18 339          | 1 318 214 | 71                              | Grote Laagvlakte en Noord-Hongarije (Alföld és Észak) | Zuidelijke Grote Laagvlakte (Dél-Alföld)    | Szeged         |
| Csongrád-Csanád        | Szeged, Hódmezővásárhely  | 18 339          | 1 318 214 | 71                              | Grote Laagvlakte en Noord-Hongarije (Alföld és Észak) | Zuidelijke Grote Laagvlakte (Dél-Alföld)    | Szeged         |
| Pest                   | Érd                       | 6 919           | 2 951 436 | 426                             | Midden-Hongarije (Közép-Magyarország)                 | Midden-Hongarije (Közép-Magyarország)       | Boedapest      |
| Boedapest (hoofdstad)  |                           | 6 919           | 2 951 436 | 426                             | Midden-Hongarije (Közép-Magyarország)                 | Midden-Hongarije (Közép-Magyarország)       | Boedapest      |
| Komárom-Esztergom      | Tatabánya                 | 11 237          | 1 098 654 | 97                              | Transdanubië (Dunántúl)                               | Midden-Transdanubië (Közép-Dunántúl)        | Székesfehérvár |
| Fejér                  | Székesfehérvár            | 11 237          | 1 098 654 | 97                              | Transdanubië (Dunántúl)                               | Midden-Transdanubië (Közép-Dunántúl)        | Székesfehérvár |
| Veszprém               | Veszprém, Dunaújváros     | 11 237          | 1 098 654 | 97                              | Transdanubië (Dunántúl)                               | Midden-Transdanubië (Közép-Dunántúl)        | Székesfehérvár |
| Győr-Moson-Sopron      | Győr                      | 11 209          | 996 390   | 88                              | Transdanubië (Dunántúl)                               | West-Transdanubië (Nyugat-Dunántúl)         | Győr           |
| Vas                    | Sopron, Szombathely       | 11 209          | 996 390   | 88                              | Transdanubië (Dunántúl)                               | West-Transdanubië (Nyugat-Dunántúl)         | Győr           |
| Zala                   | Zalaegerszeg, Nagykanizsa | 11 209          | 996 390   | 88                              | Transdanubië (Dunántúl)                               | West-Transdanubië (Nyugat-Dunántúl)         | Győr           |
| Baranya                | Pécs                      | 14 169          | 947 986   | 66                              | Transdanubië (Dunántúl)                               | Zuid-Transdanubië (Dél-Dunántúl)            | Pécs           |
| Somogy                 | Kaposvár                  | 14 169          | 947 986   | 66                              | Transdanubië (Dunántúl)                               | Zuid-Transdanubië (Dél-Dunántúl)            | Pécs           |
| Tolna                  | Szekszárd                 | 14 169          | 947 986   | 66                              | Transdanubië (Dunántúl)                               | Zuid-Transdanubië (Dél-Dunántúl)            | Pécs           |

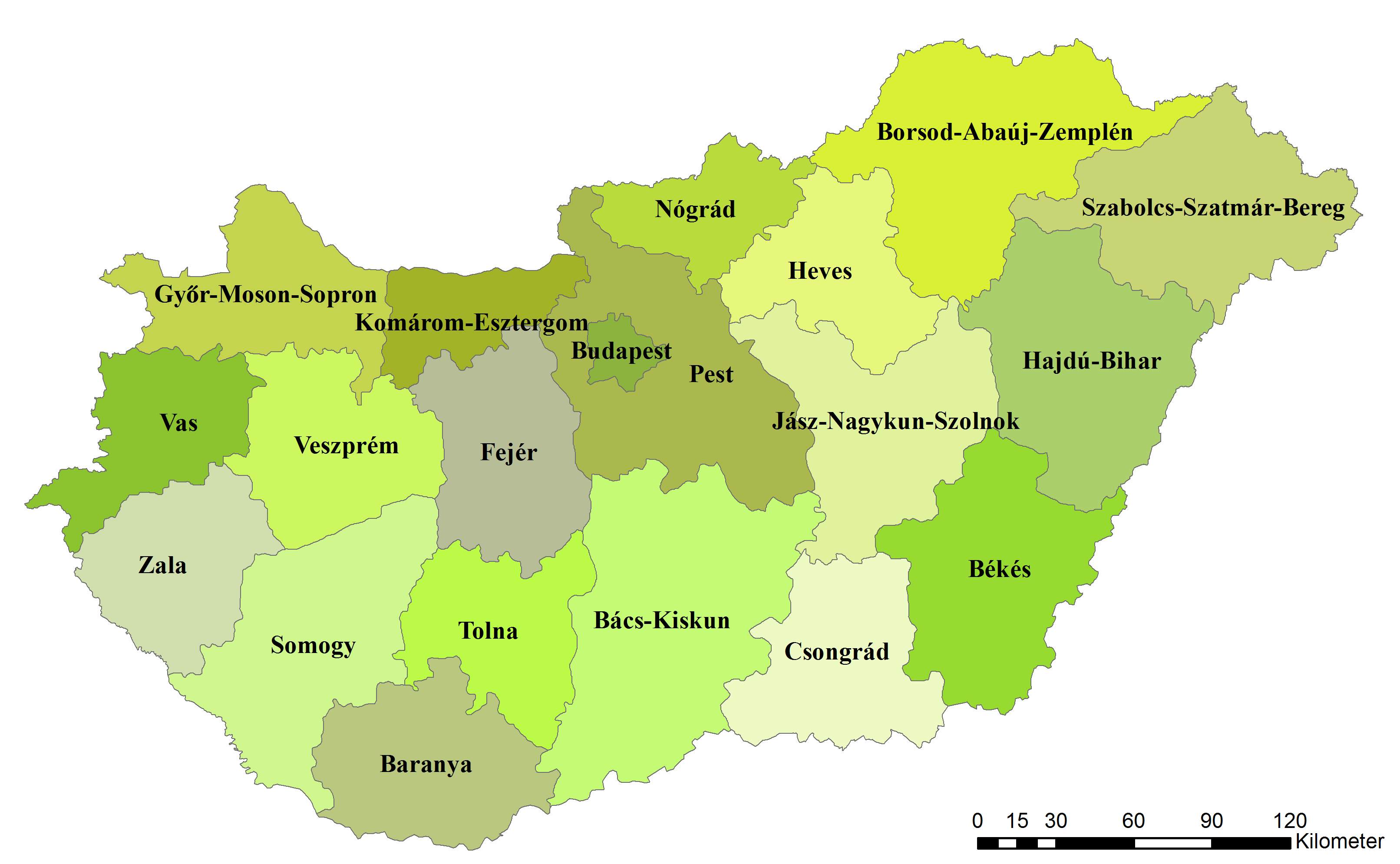
Kaart van de 19 comitaten van Hongarije